# 에리트라이
에리트라이(그리스어: Ἐρυθραί) 또는 리트리(Λυθρί, 터키어 Ildırı)는 소아시아에 있던 열두 개 이노니아 도시 중 하나이었다. 에리트라이만으로 뻗은 작은 반도에 자리 잡았으며, 키소스항 (오늘날 체슈메)에서 북동쪽 22km 거리에 있었고, 동시에 미마스 및 코리코스 산에서도 22km 거리에 히오스섬에서 바로 반대쪽에 위치했었다. 뛰어난 포도주를 생산한 것으로 기록이 남아있으며, 에리트라이 무녀가 있는 곳으로 유명했다. 도시 유적지는 터키 이즈미르의 체슈메군에 위치한 을드르라는 도시 북쪽에서 발견된다.

## 역사
파우사니아스에 따르면 (Paus. 7.3.7), 에리트라이를 세운 자는 라다만토스의 아들인 에리티로스로, 크레타인, 카리아인, 리키아인 등과 함께 건립했다고 한다.
이후에 코드로스의 아들 크노포스(Strabo 14.633)가 이오니아인의 식민단을 이끌고 왔으며, 이로 인해 그 도시는 때때로 크노포폴리스(Κνωπούπολις)라고도 불렸다. 에리트리라이는 정확하게는 해안가에 위치한 것은 아니었으나 해안가에서 가까운 곳이었고, 키수스 (Cissus, Livy, 36.43)라고 하는 해안가에 항구가 있었다.
기원전 7세기, 소아시아의 이오니아 도시 중 하나이던 에리트라이는 범-이오니아 동맹의 일원이었다. 기원전 7세기 어느 쯤, 에리트라이는 인근 섬인 히오스와 전쟁을 했었다 (Herodotus 1.18). 에리트라이는 독재정 기간 맷돌 생산 지역으로 유명했다.
에리트라이는 큰 도시는 아니어서, 라데 해전에서 8척밖에 보내지 못했다. 에리트라이인들은 상당 기간 아테네 패권에 종속 되어있었지만, 펠로폰네소스 전쟁이 가까워지자 동맹을 갈아탔다. 크니도스 해전 이후, 이들은 코논을 받아들이고, 그에게 지금까지 남아있는 경의를 표하는 비문을 남겼다.
에리트라이는 예언하는 무녀 두 명이 태어난 곳으로, 그 중 한 명은 시빌라로 스트라본은 그녀가 도시 초기에 살았다고 언급한 바 있으며, 또 한 명은 알렉산드로스 대왕 시절에 살았던 아테나이스이다. 에리트라이의 무녀는 아폴론의 신탁을 주관했다.
기원전 453년경, 공물을 바치는 걸 거부하던 에리트라이는 델로스 동맹에서 떨어져 나왔다. 수비대와 새 정부는 다시 동맹에 가입했으나, 펠로폰네소스 전쟁 말 (기원전 412년)에 히오스, 클라조메나이와 함께 다시 반란을 일으켰다.
시간이 흘러 아테네와 페르시아 번갈아 가며 동맹을 맺었다. 기원전 4세기 중엽, 에리트라이는 마우솔로스와 친선 관계가 되는데, 이곳에서 발견된 한 금석문에서 그는 에리트라이의 후원자로 칭해진다. 같은 시기 무렵 아소스와 아타르네우스 참주 헤르미아스와 전시에 상호 원조하기로 하는 조약을 체결하였다.
기원전 334년에 알렉산드로스 대왕을 통해 자유를 되찾았을 때, 플리니우스 (HN 5.116) 및 파우사니아스 (2.1.5) 등에 따르면 알렉산드로스는 테오스만과 스미르나만을 연결하기 위해 에리트라이반도를 관통하는 운하를 뚫을 계획을 세웠다고 한다.
알렉산드로스가 기원전 331년 4월 멤피스로 복귀했을 때, 그리스에서 온 사절단이 그를 기다리고 있었고, 오랜 기간을 침묵을 유지하던 디디마와 에리트라이의 무녀들이 갑작스럽게 말을 하였고 알렉산드로스가 제우스의 아들임을 확인해주었다고 전하였다. 이 시점은 알렉산드로스가 그리스에 들어설 당시 이미 자신이 인간을 초월한 존재라고 생각하고 있었음을 보여주는데 결과적으로, 디디마 및 에리트라이 사람들은 알렉산드로스가 라의 아들로 여겨졌으며 제우스의 아들이란 칭호를 바랐다는 사실을 인지하지 못했을 것이다.
에리트라이는 이후에 페르가몬, 로마와 관련이 있게 되는데, 기원전 133년에 아탈로스 3세가 사망하고 나서, 페르가몬 왕국이 로마에 귀속되자, 로마의 아시아 속주에 소속된 자유 도시 ("civitas libera")로서 번영했다.
이 시기, 에리트라이는 헤로필레 및 아테나이스 등 예언하는 무녀뿐만 아니라 포도주, 염소, 목재, 맷돌 등으로도 유명했다.
로마 시대에 에리트라이는 번성하였고, 서기 1세기에 지진이 강타한 뒤 중요성이 쇠퇴하였다.
에리트라이는 후대 로마 제국 및 비잔티움 시대에 들어가서 어느 정도 회복하였다. 주교들이 431년부터 1292년까지 확인되며, 9세기와 10세기에는 소규모 지방 행정관인 아르콘이 이 도시에 주재하였다.
파우사니아스는 '페리에게시스 헬라도스'에서 에리트라이에 아테나 폴리아스 신전과 왕좌에 앉은 채 손에 실패를 쥐고 머리에 창공을 이고 있는 거대한 목재 형상이 있었다고 하였다.
에리트라이 사람들은 그리스 올림피아에 에피테르세스 (Ἐπιθέρσης) 조각상을 봉헌했다. 에피테르세스는 고대 올림픽에서 권투로 두 차례, 피티아 제전에서 두 차례, 네메아 제전 및 이스트미아 제전에서도 수상한 에리트라인이다. 그의 아버지가 메트로도로스 (Μητρόδωρος)이었다.

## 최근
18세기 중엽부터 20세기 초까지, 리트리는 고대 항구에서부터 아크로폴리스까지 펼쳐진 상당한 규모의 도시이자 항구이었다. 소규모 증기선들이 오고 갔으며, 히오스섬 및 스미르나 (오늘날 이즈미르) 등과 활발한 교역이 있었다.

## 유적지
유적지는 오늘날 터키의 소도시 을드르의 거주 지구 내에 위치했다. 이 유적지는 1960년대에 에크렘 아쿠르갈 교수가 심도 있게 조사하였고, 그 결과 귀중한 발견들이 이루어졌으나, 이후로는 다소 방치되어 왔다. 유적지에는 잘 보존된 헬레니즘 시대 성벽과 성탑들이 존재하며, 이 중에 다섯 개는 여전히 확인 가능하다. 아크로폴리스 (280 ft)의 북쪽 절벽에는 극장이 있고, 동쪽으로는 비잔틴 시대의 건물들이 많이 남아 있다.

## 유명 인물
- 나우크라테스 (수사학자) - 그리스의 수사학자로 이소크라테스의 제자이다.[5][6][7]